# Ab nach Kassel
Die Redewendung Ab nach Kassel wird scherzhaft oder mit Unmut verwendet, wenn man sich von jemandem leichten Herzens trennt oder jemanden im Sinne von nur schnell weg schnell loswerden möchte.
Der Ursprung des Ausspruchs ist nicht mit letzter Sicherheit geklärt, auch ist besonders die oft angeführte Erklärung nicht zu belegen, dass er aus dem 18. Jahrhundert stammt, als hessische Landesfürsten viele ihrer Soldaten in den Amerikanischen Unabhängigkeitskrieg entsandten.
Belegt ist dagegen dieser Ausspruch für das Jahr 1870 aus Aachen. Auf dem dortigen Bahnhof riefen die Menschen nach der Schlacht bei Sedan dem gefangen genommenen Kaiser Napoleon III. „Ab nach Kassel“ zu, weil dieser mit dem Zug dorthin gebracht wurde. Erst seit dieser Zeit ist die Redewendung häufiger in Berichten nachzuweisen.
Die Stadt Kassel hat den Spruch in der Bedeutung umgekehrt und lange als Werbespruch verwendet.